# Simon Bamberger
Simon Bamberger, född 27 februari 1846 i Eberstadt, Hessen-Darmstadt, död 6 oktober 1926 i Salt Lake City, var en tysk-amerikansk politiker. Han var den fjärde guvernören i delstaten Utah 1917-1921. Han var den första judiska guvernören i Utah, den första demokraten och den första som inte var medlem i Jesu Kristi Kyrka av Sista Dagars Heliga.
Bamberger emigrerade fjorton år gammal till USA. Han bodde i Indiana fram till slutet av amerikanska inbördeskriget. Några år senare blev han hotellägare i Utahterritoriet. Han gifte sig 1881 med Ida Maas. Paret fick fyra barn.
Bamberger var en reforminriktad guvernör. Under hans ledning blev Utah ledande i regleringen av värdepappersmarknaden. Han undertecknade också en lag om rättigheten att grunda fackföreningar i Utah. Bambergers reformer i Utah föregick New Deal med femton år.
Bambergers grav finns på B'Nai Israel Cemetery i Salt Lake City.